# Coenagrion aculeatum
Coenagrion aculeatum – gatunek ważki z rodziny łątkowatych (Coenagrionidae). Występuje w Chinach; stwierdzony w prowincjach Anhui, Chongqing, Fujian, Kuejczou, Jiangsu i Zhejiang. Został opisany w 2007 roku.